# Rajon Pruschany
Der Rajon Pruschany (belarussisch Пружанскі раён; russisch Пружанский район) ist eine Verwaltungseinheit im Nordwesten der Breszkaja Woblasz in Belarus mit dem administrativen Zentrum in der Stadt Pruschany. Der Rajon hat eine Fläche von 2825,91 km² und umfasst 245 ländliche Siedlungen in 12 Selsawets sowie die Stadt Pruschany und die Siedlungen städtischen Typs Ruschany und Scharaschewa.

## Geographie
Der Rajon Pruschany liegt im Nordwesten der Breszkaja Woblasz. 

### Nachbarrajone
Die Nachbarrajone sind im Norden Swislatsch, Waukawysk und Selwa, im Nordosten Slonim in der Hrodsenskaja Woblasz, im Osten Iwazewitschy, im Südosten Bjarosa, im Süden Kobryn und im Südwesten Kamjanez in der Breszkaja Woblasz.

## Wappen
Wappenbeschreibung: In blaugerahmten silbernen Schild ein blauer goldgekrönter Biscione.

## Administrative Gliederung
| Dorfsowjets 1. Charauski Selsawet 2. Linauski Selsawet 3. Mokrauski Selsawet (Rajon Pruschany) 4. Nawasasimawizki Selsawet 5. Pruschanski Selsawet 6. Ruschanski Selsawet 7. Schanjauski Selsawet 8. Scharascheuski Selsawet 9. Schtscharouski Selsawet 10. Seljanewizki Selsawet 11. Suchopalski Selsawet 12. Welikaselski Selsawet (Rajon Pruschany) | Stadt 1. Pruschany Siedlungen städtischen Typs 1. Ruschany 2. Scharaschewa |